# Szczaworyż
Szczaworyż – wieś w Polsce, położona w województwie świętokrzyskim, w powiecie buskim, w gminie Busko-Zdrój.
Do 1954 roku siedziba gminy Pęczelice. W latach 1975–1998 miejscowość administracyjnie należała do województwa kieleckiego.

## Położenie
Szczaworyż położony jest na granicy Szanieckiego Parku Krajobrazowego. Znajduje się około 8 km na południowy wschód od Buska-Zdroju. Przez miejscowość przebiega droga krajowa nr 73.
Przez wieś przechodzi  czerwony szlak turystyczny z Buska-Zdroju do miejscowości Solec-Zdrój oraz  zielony szlak turystyczny z Wiślicy do Grochowisk.
Miejscowość znajduje się na odnowionej trasie Małopolskiej Drogi św. Jakuba z Sandomierza do Tyńca, która to jest odzwierciedleniem dawnej średniowiecznej drogi do Santiago de Compostela. 

## Integralne części wsi
| SIMC    | Nazwa                | Rodzaj    |
| ------- | -------------------- | --------- |
| 0232992 | Kliny-Smogorzów      | część wsi |
| 0233000 | Nowy Szczaworyż      | część wsi |
| 0233017 | Pęczelice Dzierżawne | część wsi |
| 0233023 | Podlas               | część wsi |

## Zabytki

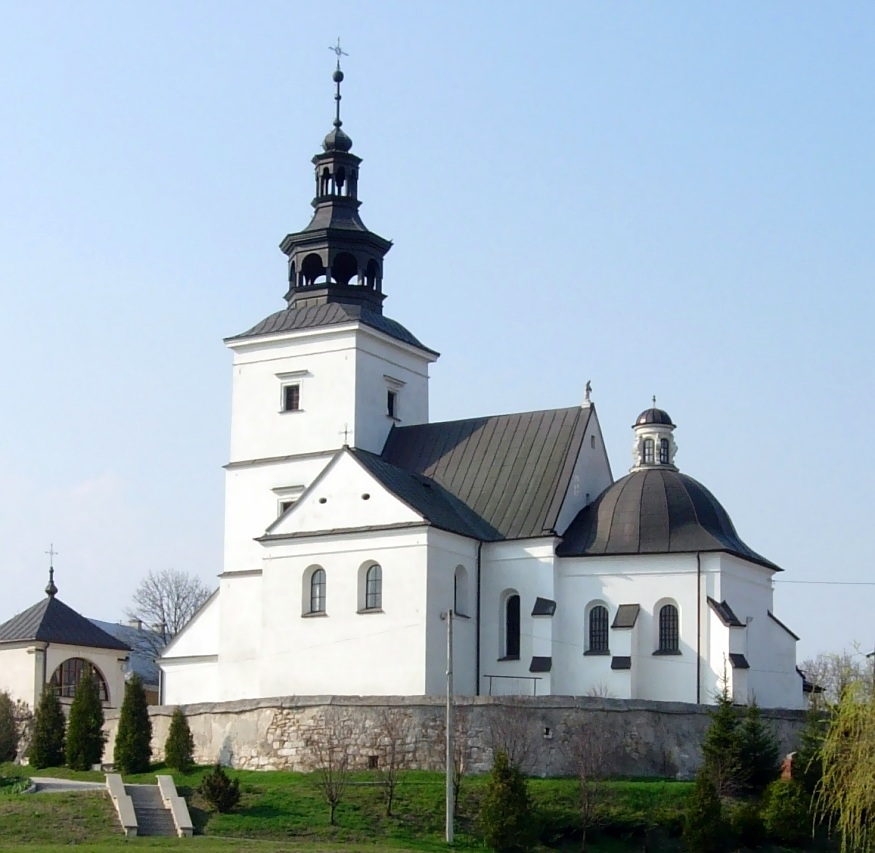
Kościół św. Jakuba w Szczaworyżu

- Późnorenesansowy kościół pw. św. Jakuba Starszego, wpisany do rejestru zabytków nieruchomych[7].
- Budynek dawnej plebanii z 1660 r. usytuowany naprzeciw wejścia do kościoła, wpisany do rejestru zabytków[7]; w 1904 r. w budynku nadbudowano piętro, na którym znajduje się kaplica pw. Najświętszej Marii Panny Niepokalanego Poczęcia.
- Wczesnośredniowieczne grodzisko z VIII–XI w. zlokalizowane na wzniesieniu w południowej części wsi, od strony Skotnik Małych. Fortyfikacja na Górze Kapturowej była prawdopodobnie tzw. grodem refugialnym, czyli wykorzystywanym w warunkach zagrożenia.
- Cmentarz – znajduje się na nim pomnik i groby 121 żołnierzy 22 Dywizji Piechoty Górskiej poległych w bitwie pod Broniną 9 września 1939 r.

## Osoby związane ze Szczaworyżem
- Feliks Rączkowski – urodzony w Szczaworyżu, profesor, polski organista i kompozytor.